# Mika Mäki
Pour les articles homonymes, voir Mäki.

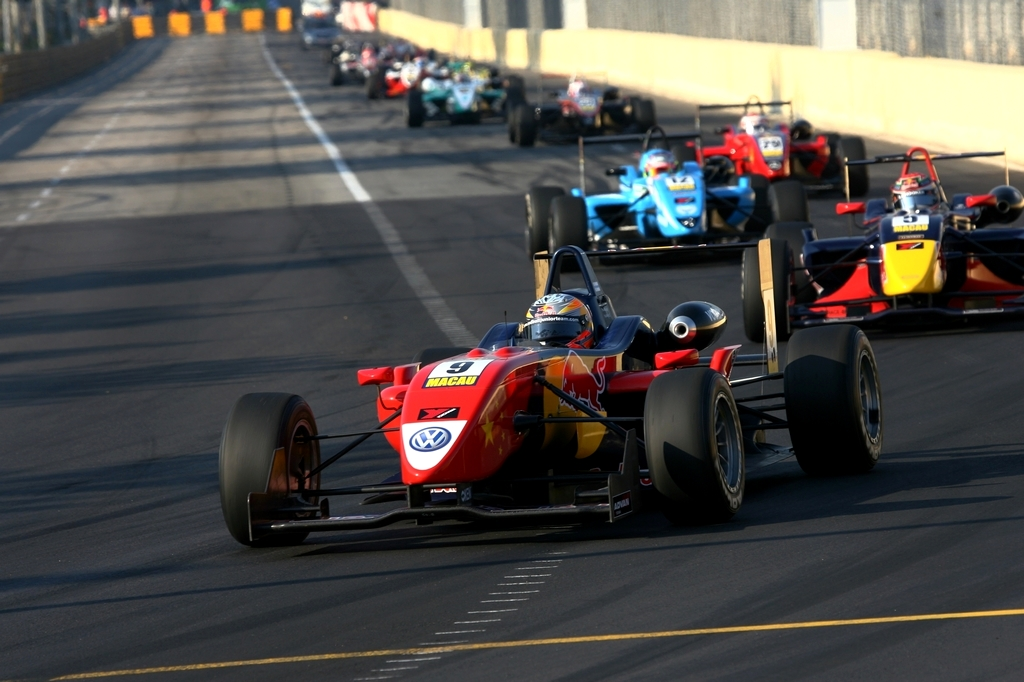
Mika Mäki en 2008 lors du GP de Macao F3.

Mika Mäki, né le 27 février 1988 à Pirkkala (Finlande), est un pilote automobile finlandais.

## Biographie
Vainqueur du championnat d'Italie de Formule Renault en 2007, Mika Mäki s'est révélé la saison suivante sur la scène internationale en enlevant deux manches du relevé championnat de Formule 3 Euro Series dès ses premiers pas dans la discipline.
Mais son prometteur début de carrière est assombri en juin 2008 par son implication dans un accident de la circulation en Finlande au cours duquel plusieurs piétons ont été blessés. Le jeune pilote finlandais a été mis en cause par plusieurs témoins pour sa vitesse excessive et une enquête est actuellement en cours.
Il fut de 2007 à 2009 l'un des membres du Red Bull Junior Team, le programme de détection de jeunes pilotes mis en place par la firme Red Bull.

## Carrière automobile
- 2005 : Formule BMW ADAC, 12e (1 victoire)
- 2006 : Formule BMW ADAC, 2e (2 victoires)
- 2007 : Championnat d'Italie de Formule Renault, champion (5 victoires)
  - Eurocup Formule Renault, 9e
- 2008 : Formule 3 Euro Series, 5e (2 victoires)
- 2009 : Formule 3 Euro Series, 6e (1 victoire)